# Judy Obitre–Gama
Judy Obitre–Gama, también Judy Obitre Gama, es una abogada ugandesa, académica y funcionaria. Es Directora Ejecutiva de Identificación Nacional y Autoridad de Inscripción en Uganda.

## Biografía
Obtuvo un Bachelor de Leyes por la Universidad Makerere, un Diploma en Práctica Legal del Centro de Desarrollo de Leyes y una maestría de Leyes por la Universidad de Londres.

## Carrera
Fue conferenciante en la Facultad de Leyes en Makerere Universidad. Con anterioridad, fue abogada ambiental en la Uganda Autoridad de Administración de Entorno Nacional. Lo hizo por tres años, finalizando en diciembre de 2009, y fue Directora de Compañía & y Vigilancia Legales de la Secretaría de Intercambio de Seguridades de Uganda. Entre julio de 2012 y junio de 2015, fue Secretaria del Directorio de la Agencia de Servicios de Inscripción de Uganda. Y juró como Directora Ejecutiva de NIRA el 15 de julio de 2015.